# Hyles
Hyles este un gen de molii din familia Sphingidae. 

## Specii
- H. annei (Guerin-Meneville, 1839)
- H. apocyni (Shchetkin, 1956)
- H. biguttata (Walker, 1856)
- H. calida (Butler, 1856)
- H. centralasiae (Staudinger, 1887)
- H. chamyla (Denso, 1913)
- H. churkini Saldaitis & Ivinskis, 2006
- H. chuvilini Eitschberger, Danner & Surholt, 1998
- H. costata (von Nordmann, 1851)
- H. cretica Eitschberger, Danner & Surholt, 1998
- H. dahlii (Geyer, 1828)
- H. euphorbiae (Linnaeus, 1758)
- H. euphorbiarum (Guerin-Meneville & Percheron, 1835)
- H. gallii (Rottemburg, 1775)
- H. hippophaes (Esper, 1789)
- H. lineata (Fabricius, 1775)
- H. livornica (Esper, 1780)
- H. livornicoides (Lucas, 1892)
- H. malgassica (Denso, 1944)
- H. nervosa Rothschild & Jordan, 1903
- H. nicaea (von Prunner, 1798)
- H. perkinsi (Swezey, 1920)
- H. renneri Eitschberger, Danner & Surholt, 1998
- H. robertsi (Butler, 1880)
- H. salangensis (Ebert, 1969)
- H. sammuti Eitschberger, Danner & Surholt, 1998
- H. siehei (Pungeler, 1903)
- H. stroehlei Eitschberger, Danner & Surholt, 1998
- H. tithymali (Boisduval, 1834)
- H. vespertilio (Esper, 1780)
- H. wilsoni (Rothschild, 1894)
- H. zygophylli (Ochsenheimer, 1808)

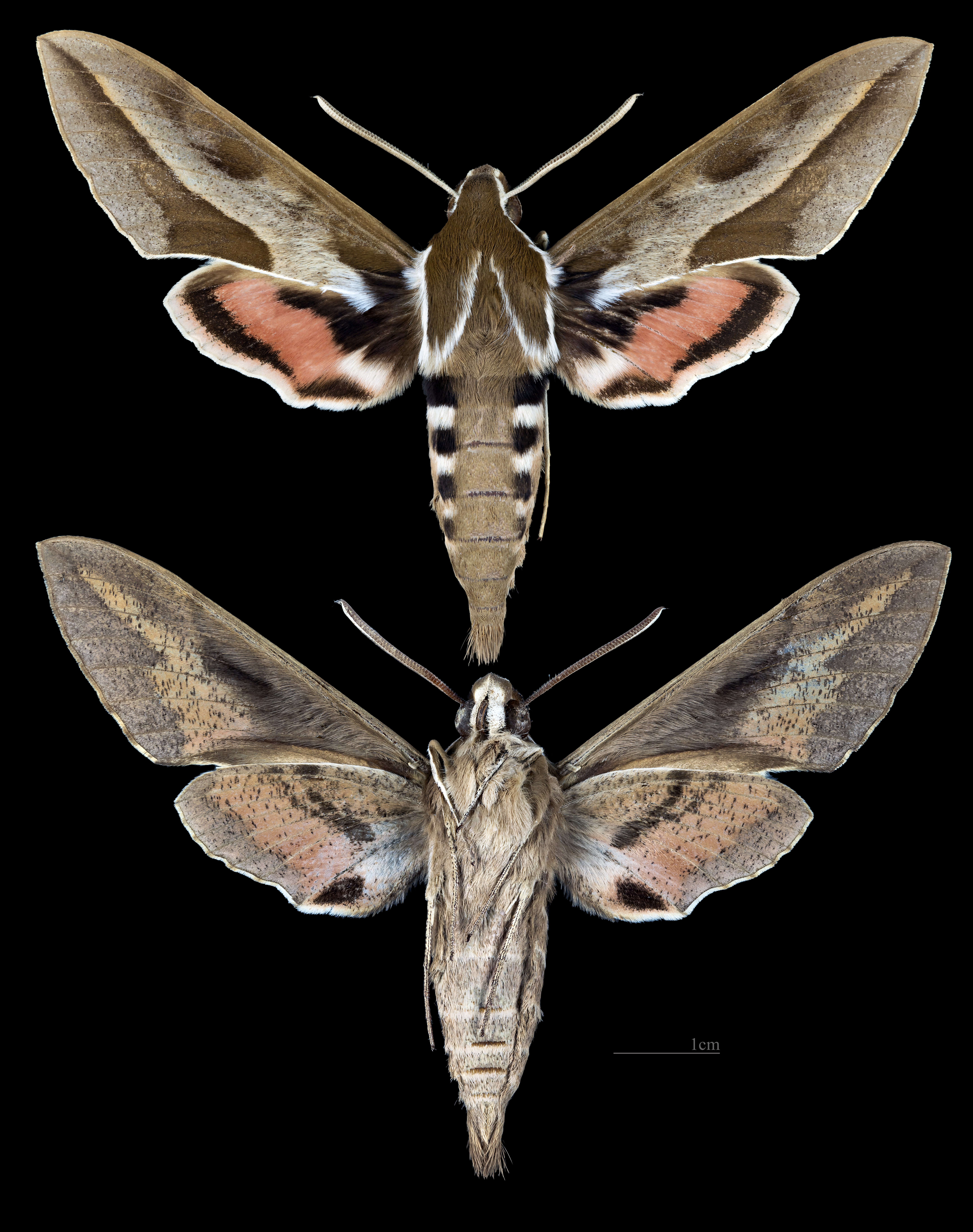
Hyles annei
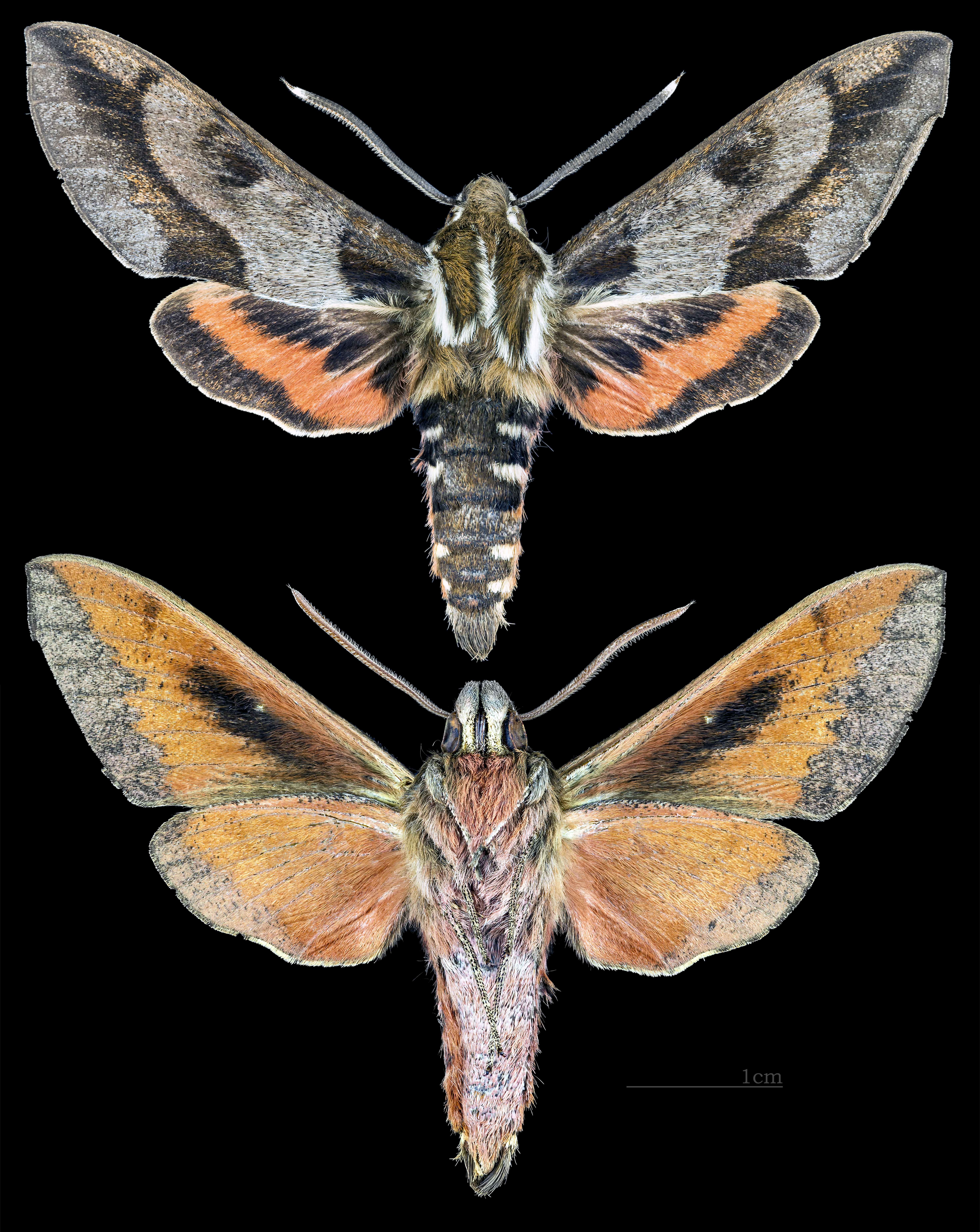
Hyles calida
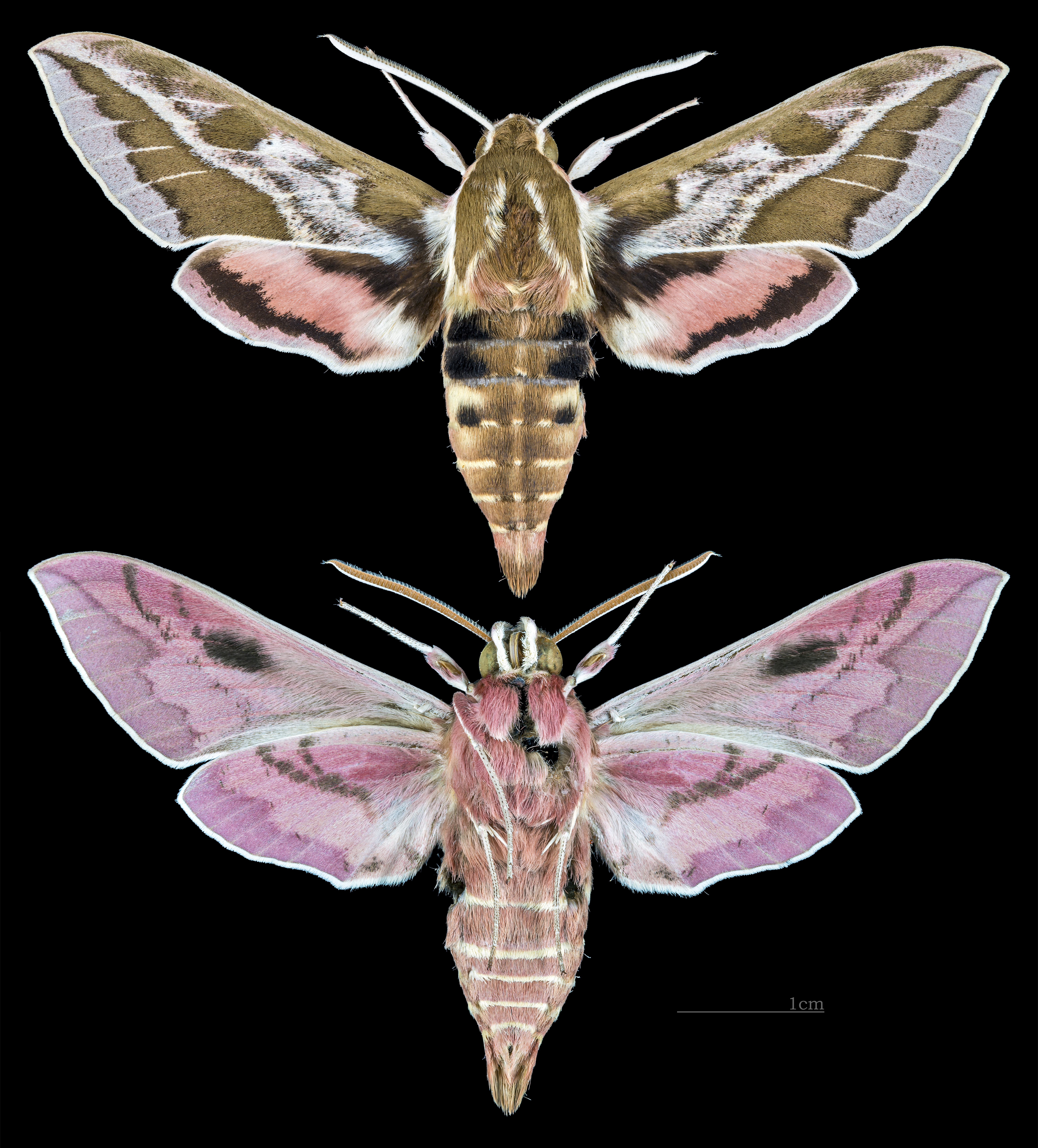
Hyles dahlii
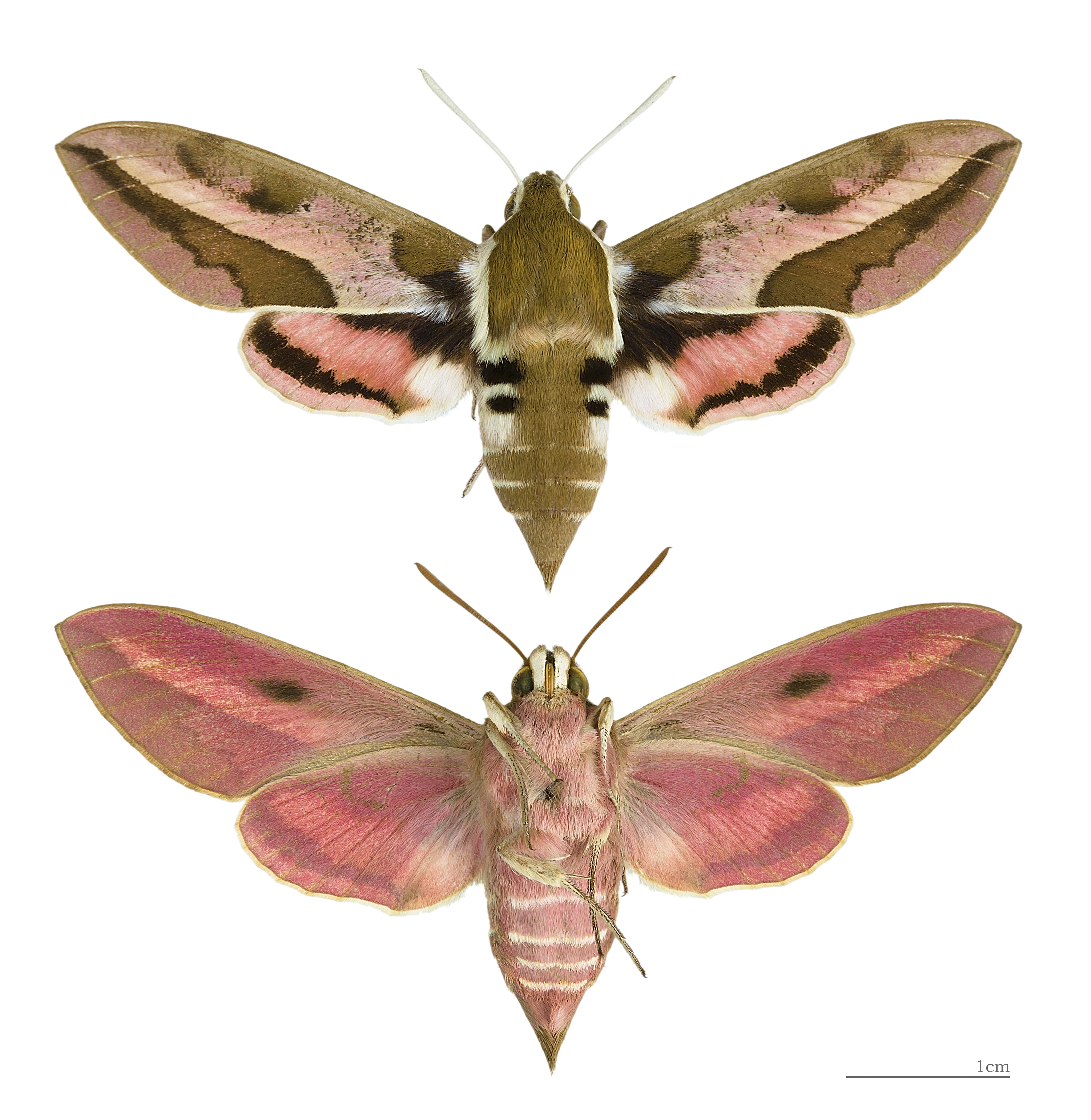
Hyles euphorbiae
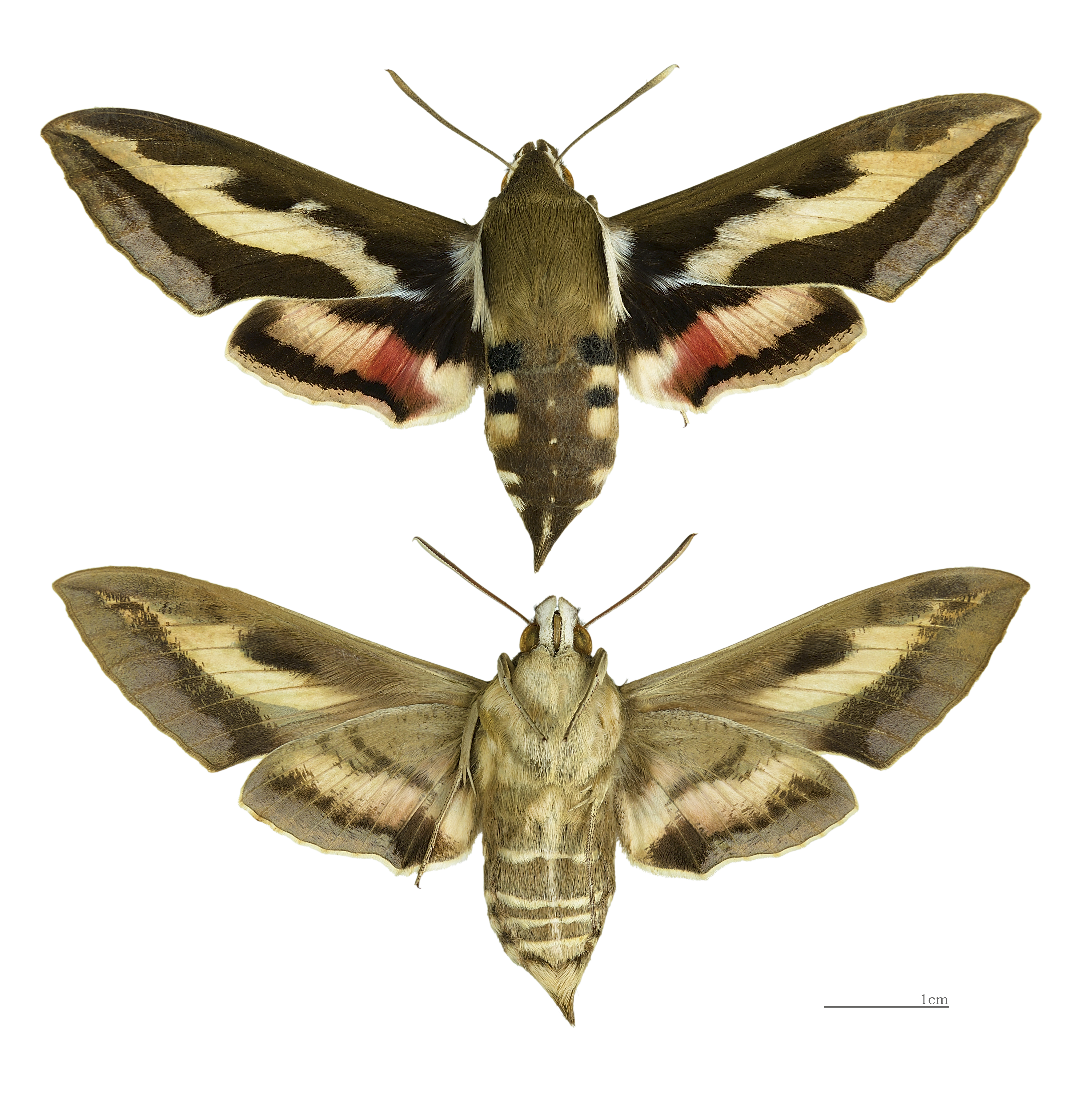
Hyles gallii
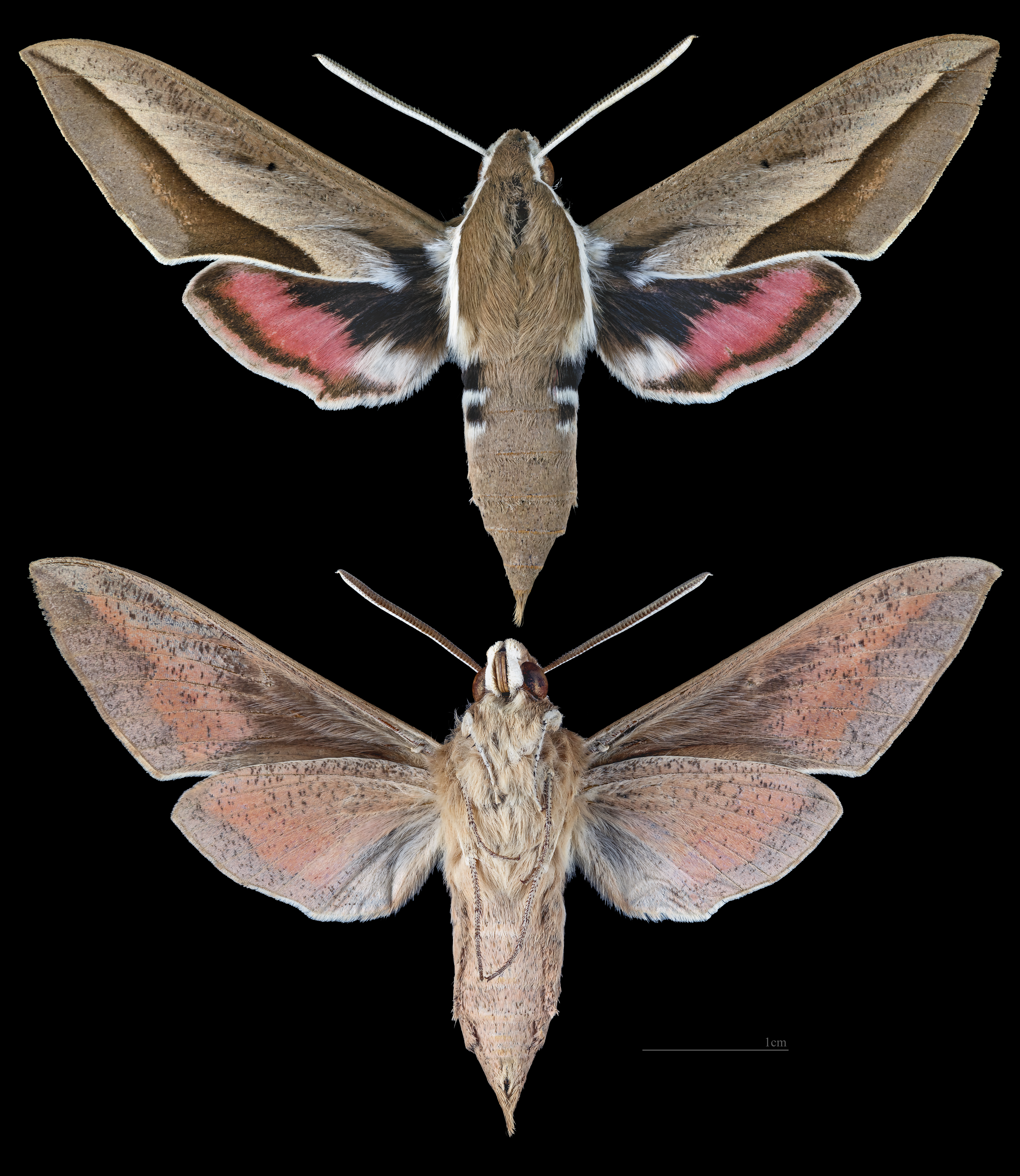
Hyles hippophaes
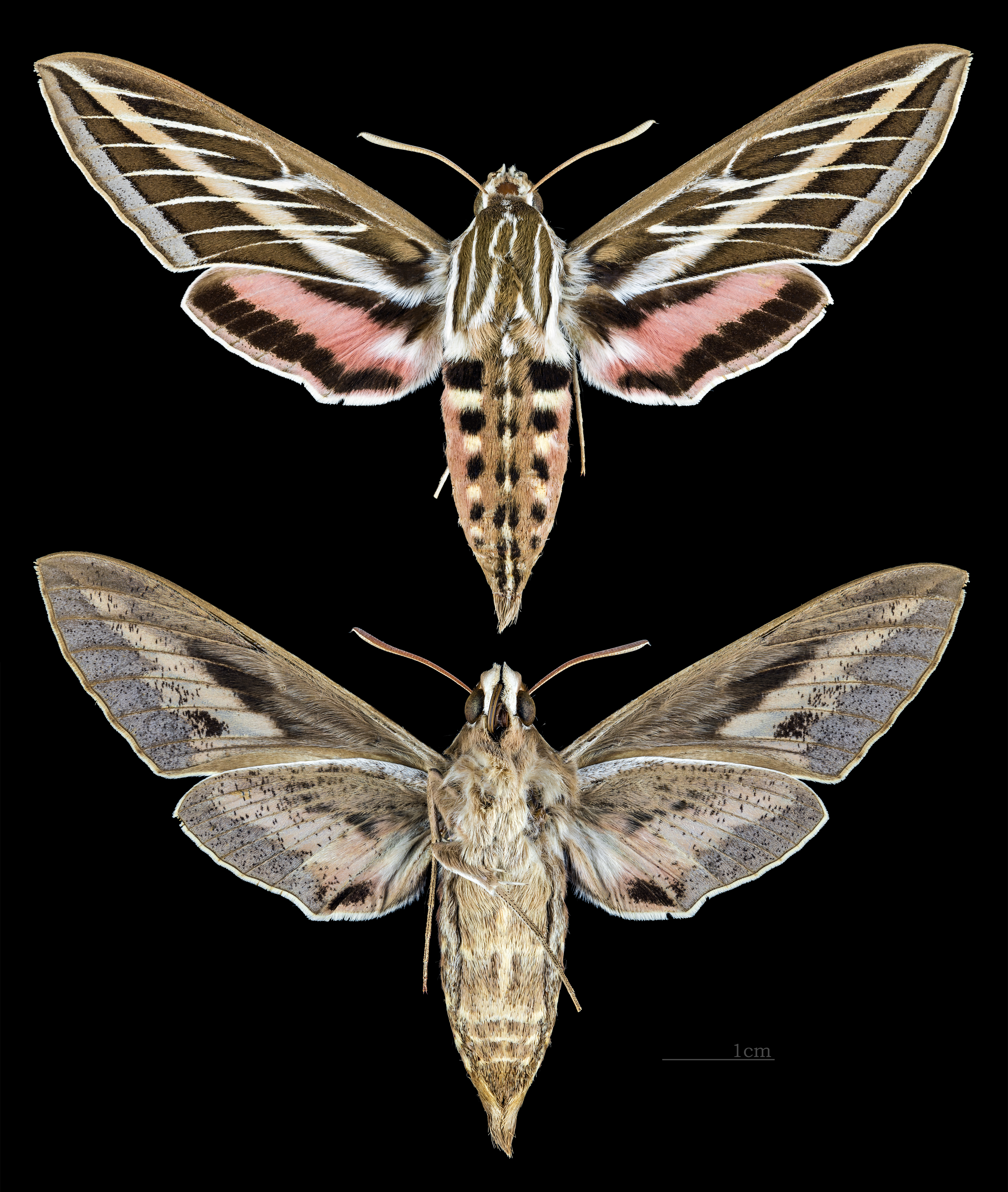
Hyles lineata
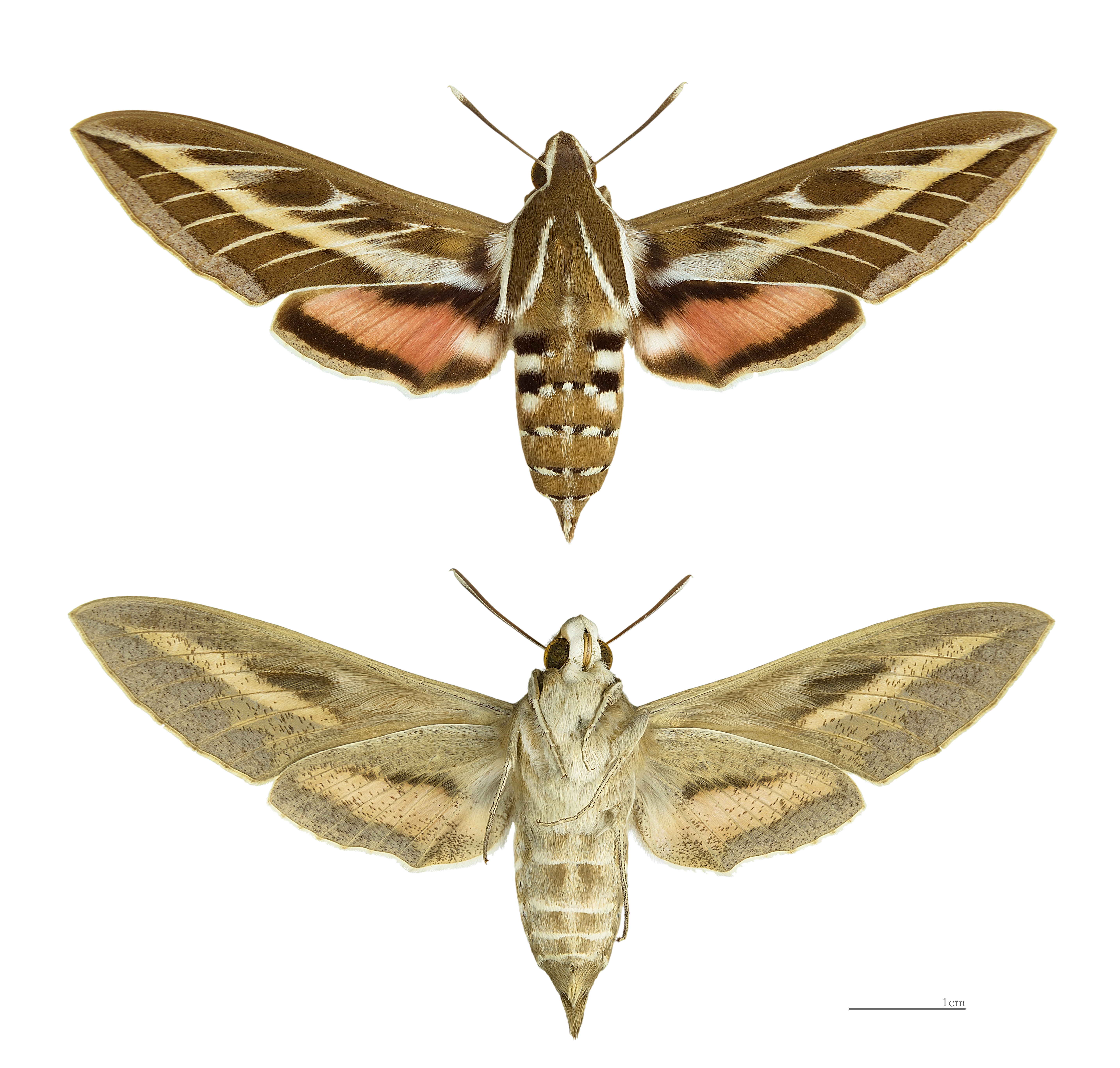
Hyles livornica
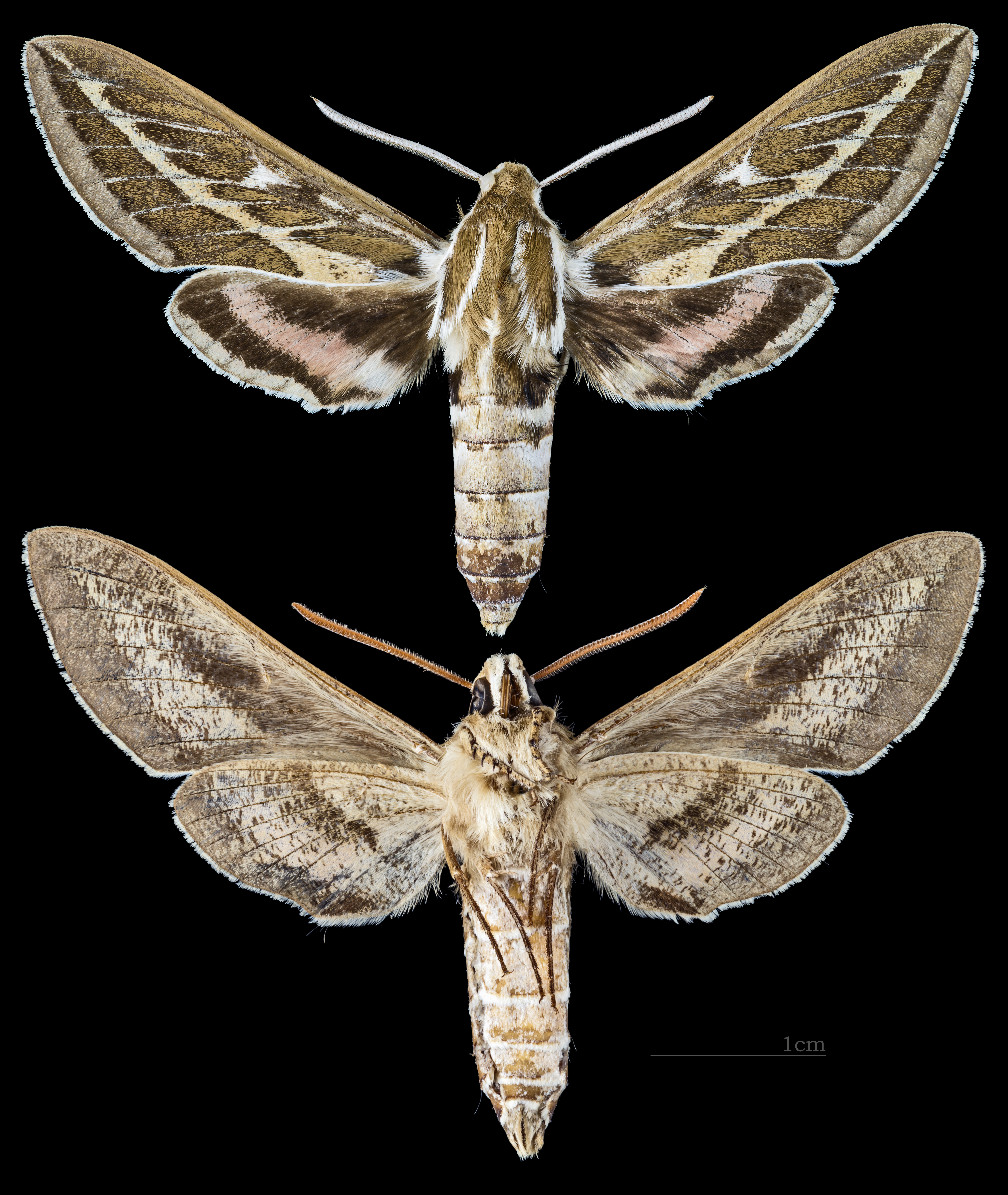
Hyles livornicoides
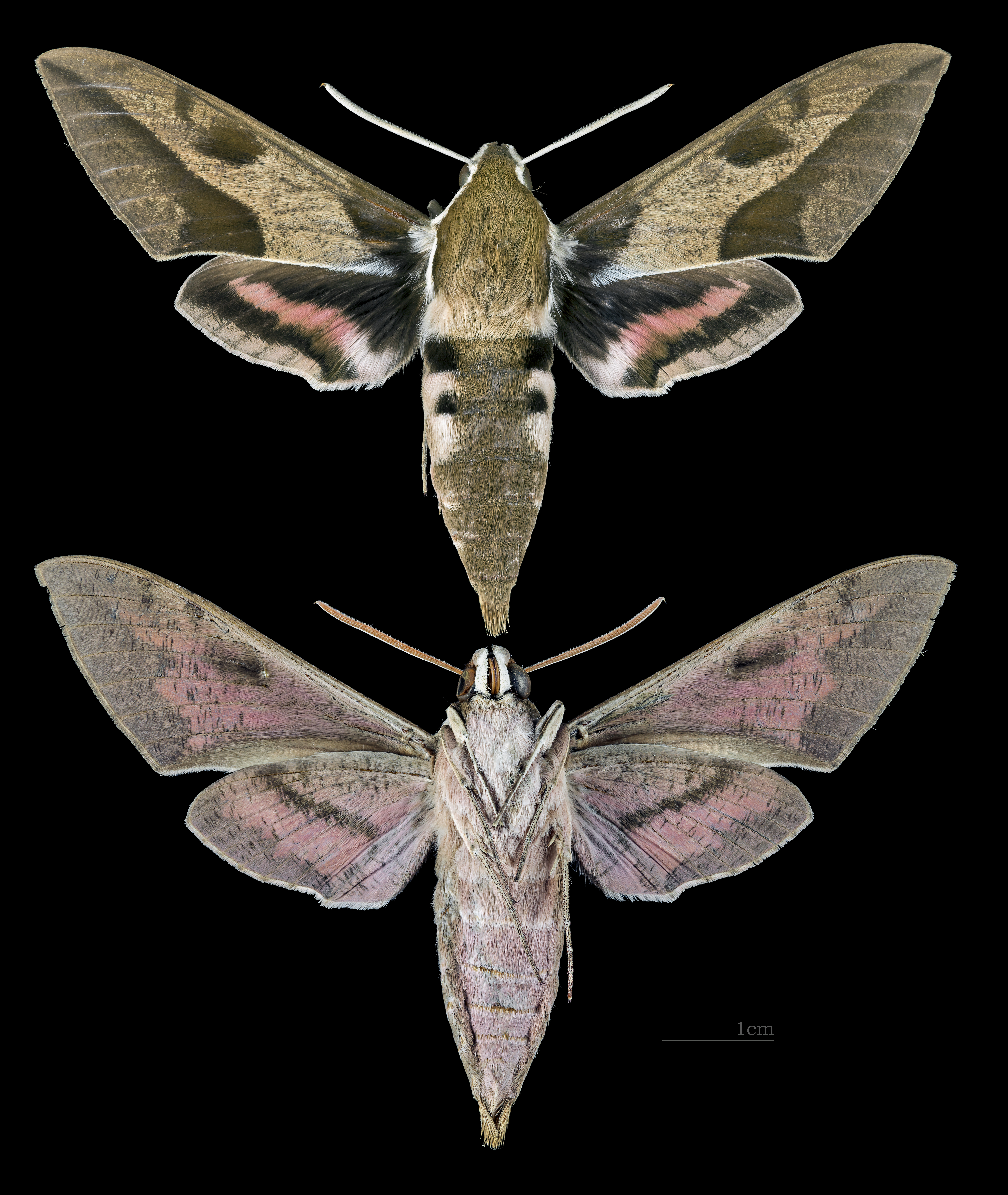
Hyles nicaea
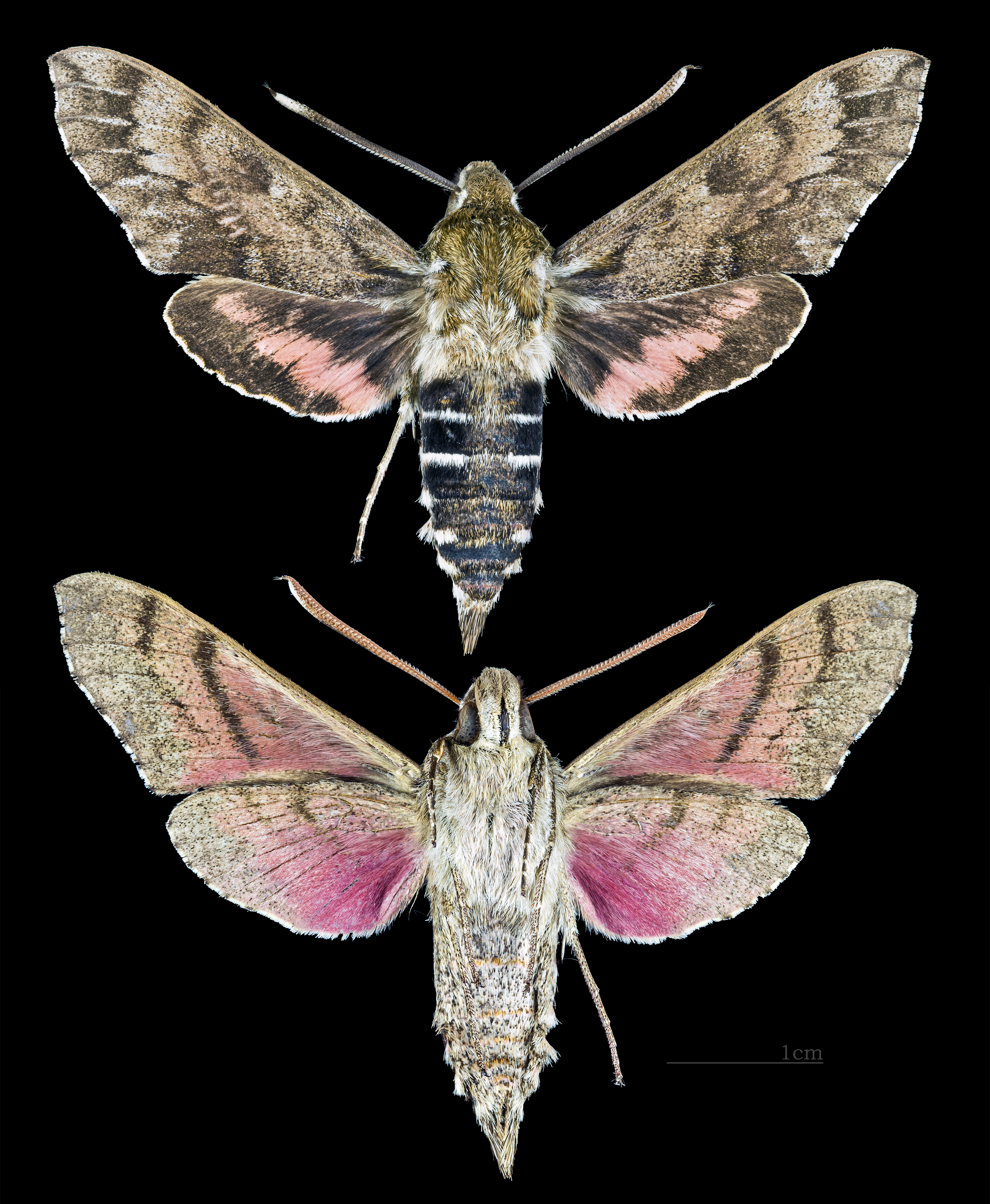
Hyles perkinsi
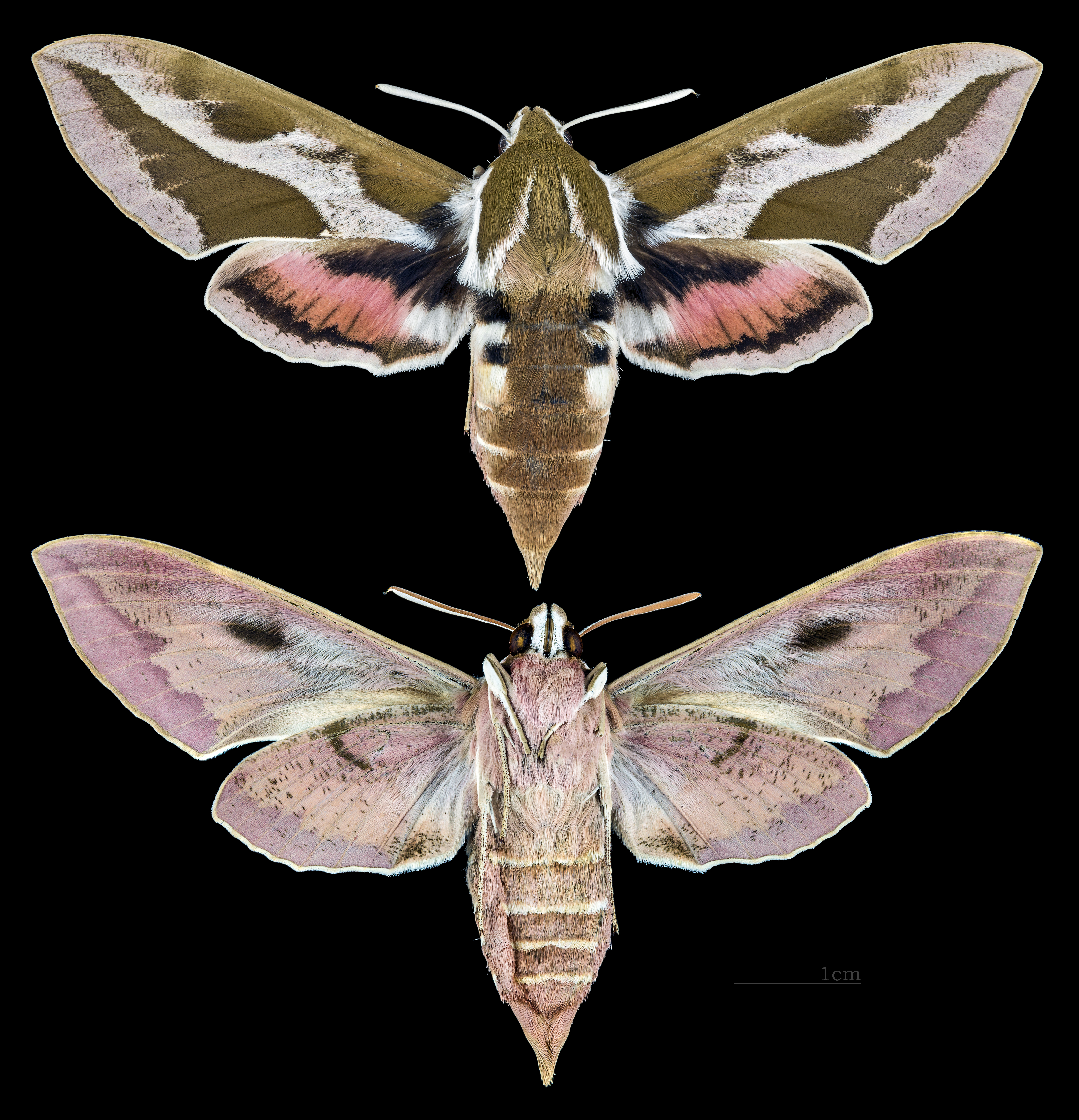
Hyles tithymali
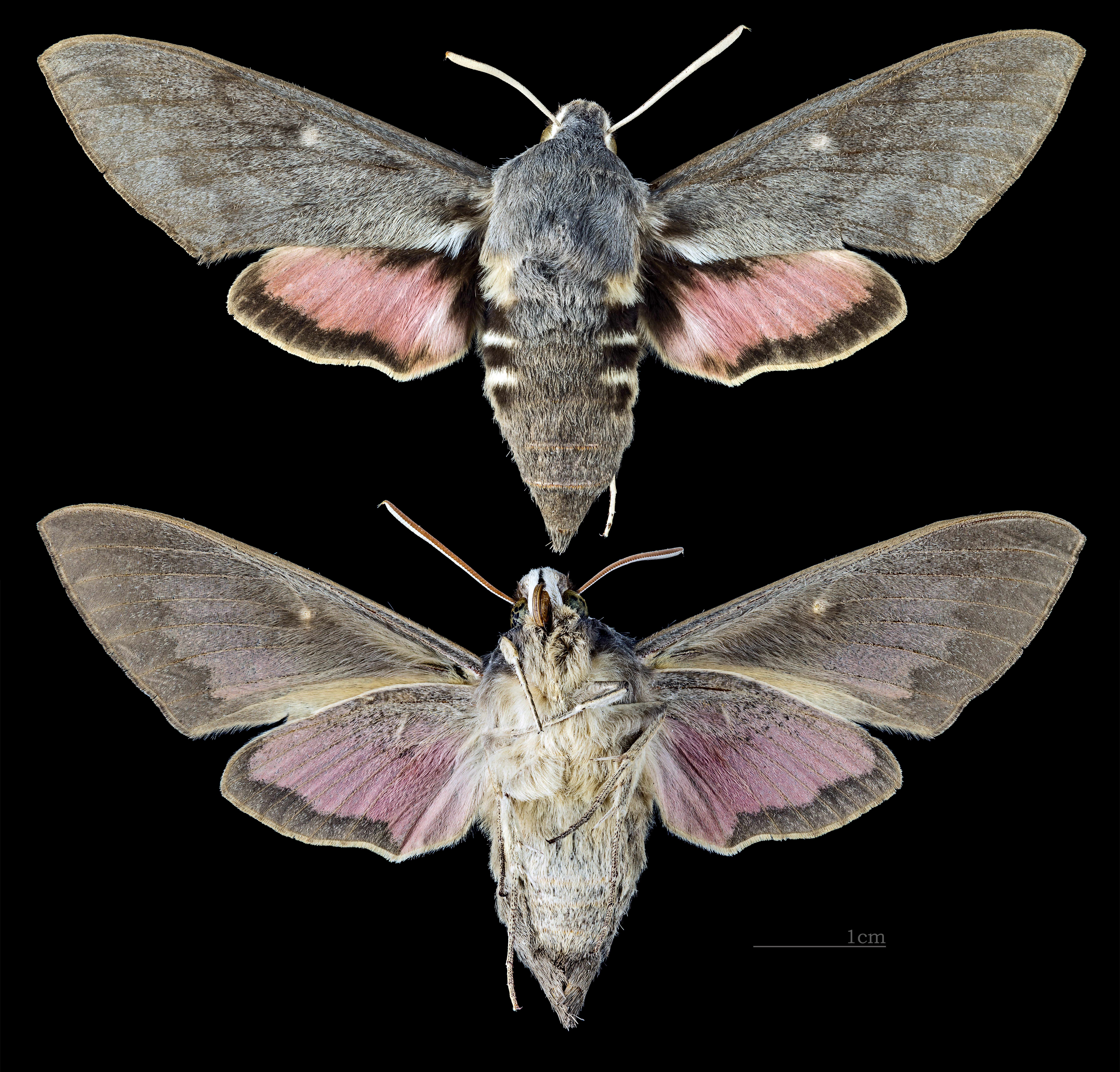
Hyles vespertilio